# Cannabinoïde
Een cannabinoïde is een stof die kan binden aan een cannabinoïdereceptor, waarvan er minstens 2 typen bestaan, CB1 en CB2. Er zijn lichaamseigen cannabinoïden, zoals anandamide en 2-arachidonylglycerol(2-AG), evenals cannabinoïden van plantaardige oorsprong,  In hennep (cannabis) zijn diverse van deze botanische cannabinoïden aanwezig, waaronder tetrahydrocannabinol (THC) die verantwoordelijk is voor de psycho-actieve werking van deze drug. Stimulatie van de CB1 receptor zorgt voor een eetluststimulerend effect, 'eetbuien' zijn een bekend nevenverschijnsel van cannabisgebruik. Het geneesmiddel rimonabant blokkeert deze receptor en heeft een eetlustremmend effect. In oktober 2008 is rimonabant echter vanwege de ernstige bijwerkingen en geringe werkzaamheid verboden.
De medicinale werking van cannabinoïden als antioxidant en neuroprotectant is vastgelegd in het US Cannabis Patent#6,630,507,000 BI Hampson et al.

## Cannabinoïden als medicijn tegen kanker
In een publicatie in de Nature Reviews-Cancer stelt Dr. Manuel Guzman uit Madrid dat cannabinoïden, de groei van tumoren in celculturen en muizen remmen. Dat doet de cannabinoïde door de sleutelcellen die de groei van kankercellen stimuleren te veranderen. Kankercellen hebben geen automatische groeistop zoals de meeste cellen in ons lichaam, ze blijven doorgroeien en missen dus de noodrem die de groei stopt. De cannabinoïde levert deze noodrem en stopt de groei van de cel zelf maar ook de bloedvaten naar de tumor worden actief afgebroken waardoor de tumor geen nieuwe voeding krijgt. Hierdoor sterft de tumor uiteindelijk af.

## Farmacologie
Cannabinoïden kunnen worden toegediend door roken, verdampen, orale inname, transdermale pleister, intraveneuze injectie, sublinguale absorptie of rectale zetpil. Eenmaal in het lichaam worden de meeste cannabinoïden in de lever gemetaboliseerd, vooral door cytochroom P450-oxidasen met gemengde functie, voornamelijk CYP 2C9. Suppletie met CYP 2C9-remmers leidt dus tot langdurige intoxicatie.
Onderzoek toont aan dat het effect van cannabinoïden kan worden gemoduleerd door aromatische verbindingen die door de cannabisplant worden geproduceerd, terpenen genaamd. Deze interactie zou leiden tot het entourage-effect.

## Synthetische cannabinoïden
Vanaf de jaren 80 worden cannabinoïden ook zuiver synthetisch vervaardigd. De werking van deze preparaten berust op een complete blokkade van de cannabinoïdereceptoren. De werking als drug is veel sterker dan de natuurlijke stof, een medicinale werking bestaat echter niet.